# Ерік Еспосіто
Ерік Еспосіто (ісп. Erik Expósito; нар. 23 червня 1996, Санта-Крус-де-Тенерифе) — іспанський футболіст, нападник катаоського клубу «Аль-Аглі» (Доха).
Виступав, зокрема, за клуби «Шльонськ» та «Лас-Пальмас Атлетіко».

## Ігрова кар'єра
Народився 23 червня 1996 року в місті Санта-Крус-де-Тенерифе. Вихованець юнацьких команд футбольних клубів «Уніон Ла Пас», «Верделлада», «Паракуеллос», «Барранко Ондо», «Лоркі» та «Малага».
27 вересня 2015 року дебютував виступами за команду «Малага Б», в якій провів один сезон.
2 січня 2016 року на правах оренди перейшов до клубу «Райо Кантабрія». 18 липня перейшов до резервної команди «Лас-Пальмас Атлетіко».
26 квітня 2017 року Еспосіто дебютував у складі основного клубу «Лас-Пальмас» у виїздній програній грі 0–3 проти «Леганесу». 16 червня Ерік потрапив до списку гравців на сезон 2017–18.
5 березня 2018 року Еспосіто відкрив лік забитим голам у Ла-Лізі в програному матчі 1–2 «Сельті».
31 серпня 2018 року на правах оренди Ерік перейшов до клубу «Кордова». 25 січня 2019 року оренду скасували і кінцівку сезону він дограв у складі «Лас-Пальмас Атлетіко».
До складу клубу «Шльонськ» приєднався 2019 року підписавши трирічний контракт. 21 вересня Ерік став автором першого хет-трику в домашньому нічийному 4–4 матчі проти «Заглембє» (Любін). 23 жовтня 2021 року до свого активу Ерік записав другий хет-трик в переможній грі 5–0 проти клубу «Вісла» (Краків). Відіграв за команду з Вроцлава 152 матчі в національному чемпіонаті.
11 червня 2024 року було оголошено, що він приєднається до катарського клубу «Умм-Салаль» 1 липня того ж року. Однак угода була скасована і Еспосіто став вільним агентом 30 червня.
Зрештою, Ерік 4 липня 2024 року приєднався до іншого катарського клубу «Аль-Аглі» (Доха) підписавши трирічний контракт.

## Статистика виступів

### Статистика клубних виступів
| Сезон                | Команда                | Чемпіонат            | Чемпіонат | Чемпіонат | Національний кубок | Національний кубок | Національний кубок | Континентальні кубки | Континентальні кубки | Континентальні кубки | Інші змагання | Інші змагання | Інші змагання | Усього | Усього |
| Сезон                | Команда                | Ліга                 | Ігор      | Голів     | Ліга               | Ігор               | Голів              | Ліга                 | Ігор                 | Голів                | Ліга          | Ігор          | Голів         | Ігор   | Голів  |
| -------------------- | ---------------------- | -------------------- | --------- | --------- | ------------------ | ------------------ | ------------------ | -------------------- | -------------------- | -------------------- | ------------- | ------------- | ------------- | ------ | ------ |
| квіт.-черв. 2017     | «Лас-Пальмас»          | ПД                   | 2         | 0         | КІ                 | -                  | -                  |                      | -                    | -                    |               | -             | -             | 2      | 0      |
| 2017–18              | «Лас-Пальмас Атлетіко» | СДБ                  | 24        | 8         |                    | -                  | -                  |                      | -                    | -                    |               | -             | -             | 24     | 8      |
| січ.-черв. 2018      | «Лас-Пальмас»          | ПД                   | 9         | 1         | КІ                 | -                  | -                  |                      | -                    | -                    |               | -             | -             | 9      | 1      |
| 2018-січ. 2019       | «Кордова»              | СД                   | 7         | 0         | КІ                 | 3                  | 0                  |                      | -                    | -                    |               | -             | -             | 10     | 0      |
| січ.-черв. 2019      | «Лас-Пальмас Атлетіко» | СД                   | 15        | 3         |                    | -                  | -                  |                      | -                    | -                    |               | -             | -             | 15     | 3      |
| 2019–20              | «Шльонськ»             | ЕК                   | 35        | 8         | КП                 | 1                  | 0                  |                      | -                    | -                    |               | -             | -             | 36     | 8      |
| 2020–21              | «Шльонськ»             | ЕК                   | 27        | 9         | КП                 | 0                  | 0                  |                      | -                    | -                    |               | -             | -             | 27     | 9      |
| 2021–22              | «Шльонськ»             | ЕК                   | 28        | 11        | КП                 | 1                  | 0                  | ЛК                   | 5                    | 1                    |               | -             | -             | 34     | 12     |
| 2022–23              | «Шльонськ»             | ЕК                   | 29        | 7         | КП                 | 4                  | 3                  | -                    | -                    | -                    | -             | -             | -             | 33     | 10     |
| 2023–24              | «Шльонськ»             | ЕК                   | 33        | 19        | КП                 | 1                  | 0                  | -                    | -                    | -                    | -             | -             | -             | 34     | 19     |
| Усього за «Шльонськ» | Усього за «Шльонськ»   | Усього за «Шльонськ» | 152       | 54        |                    | 7                  | 3                  |                      | 5                    | 1                    |               | -             | -             | 164    | 58     |
| 2024–25              | «Аль-Аглі» (Доха)      | ЛЗК                  | 7         | 1         | КЗК                | 2                  | 1                  | -                    | -                    | -                    | -             | -             | -             | 9      | 2      |
| Усього за кар'єру    | Усього за кар'єру      | Усього за кар'єру    | 246       | 90        |                    | 12                 | 4                  |                      | 5                    | 1                    |               | -             | -             | 263    | 95     |